# Eefje de Visser
Eefje de Visser (Voorburg, 8 februari 1986) is een Nederlandse zangeres, multi-instrumentalist en songwriter. In 2009 won ze de Grote Prijs van Nederland in de categorie Singer-songwriter. Haar begin 2020 verschenen, vierde album Bitterzoet werd door meerdere jury's uitgeroepen tot beste (Nederlandse) album van 2020. Tevens vielen een single, een videoclip, de live-act en de artiest zelf in de prijzen.

## Beginjaren
Eind jaren '90 volgde De Visser gitaarlessen in haar toenmalige woonplaats Moordrecht, waar ze op 1 juli 2000 haar podiumdebuut (buiten school en familiefeestjes) beleefde met een optreden met een vriendin tijdens het Moordrecht 2000-festival. In deze periode begon ze ook eigen nummers te schrijven, voornamelijk in het Engels. Ze trad op tijdens muziekavonden op haar school GSG Leo Vroman te Gouda. Tijdens een themaproject over de naamgever van de school, ex-leerling en oud-Gouwenaar dichter Leo Vroman, zette ze de gedichten Vrede en Jeldican op muziek.
Haar mediadebuut maakte ze, na een tip van een schoolgenoot, op 8 november 2002 in het radioprogramma Going Underground op de lokale Goudse zender Gouwestad Radio. Hier speelde De Visser, naast eerder genoemde gedichten, ook twee eigen nummers, Things I Do en In My World. Tijdens het interview, net als de nummers vanwege ernstige zenuwen vooraf opgenomen, zei ze graag verder te willen met muziek, maar het volgen van een opleiding aan de kunstacademie of het conservatorium niet te zien zitten wegens gebrek aan discipline.
Tussen november 2002 en november 2003 nam De Visser twee demo's op in de thuisstudio van haar oudere broer Paul, won ze de eerste editie van de Goudsche Courant Music Live Awards met de gelegenheidsformatie Temporary (Het nummer Things I Do hertiteld als Good Girl) en trad ze op in een uitverkocht Muziekcentrum Vredenburg in Utrecht tijdens het door haar vader georganiseerde SuperVoices. Ook stond ze dat jaar op de eerste editie van de jaarlijks terugkerende Vromannacht. In de jaren daarna trad ze steeds vaker op tijdens festivalletjes en gaf ze tijdens interviews aan eigenlijk liever niet te willen zingen, maar voor anderen te willen schrijven.
In 2006 verhuisde De Visser naar Tilburg vanwege haar studie aan de Rockacademie aldaar. In later jaren verhuisde ze naar Utrecht en nog later naar Gouda. In deze periode zong ze onder meer mee op cd's van onder anderen Skiggy Rapz, winnaar van een eerdere editie van de Grote Prijs van Nederland (a.k.a. Marcel Tegelaar, de latere producer van haar eerste album). Ook maakte ze deel uit van het trio SAM.

## Grote Prijs van Nederland
Op aandringen van een kennis deed ze, na twijfel, mee aan de Grote Prijs van Nederland 2009 (GPNL). Tot haar eigen verrassing wist De Visser tot de finale door te dringen, in de categorie Singer-songwriter. Daags voor de finale maakte ze haar nationale tv-debuut in De Wereld Draait Door met het nummer Hartslag. Later zou ze in diverse interviews vertellen dat ze voor haar tv-optreden zenuwachtiger was dan voor de finale van de GPNL zelf. Op 12 december 2009 won De Visser de Grote Prijs van Nederland met een volgens critici origineel en meeslepend optreden. "Met haar liedjes wist ze iedereen vast te houden en te boeien", oordeelde de jury.

## De Koek,Het Is,Nachtlicht
In 2010 trad De Visser met de overige GPNL-winnaars op tijdens een muziekfestival in Casablanca, Marokko. In de zomer nam ze deel aan het Horizon Festival, waarbij artiesten, crewleden en betalende reizigers gedurende 10 dagen in zes zeilschepen langs de Waddeneilanden voeren en uitvoeringen gaven. In november/december trad ze op als support voor Lucky Fonz III. Ondertussen werkte ze aan haar debuutalbum, die onder de titel De Koek op 7 januari 2011 verscheen en op 26 januari 2011 in de bovenzaal van het Amsterdamse Paradiso ten doop werd gehouden. Als opwarmer bracht De Visser op 17 november 2010 de download-EP Hartslag uit. Ze woonde toen inmiddels weer in Utrecht. Haar studie had ze na het winnen van de GPNL afgebroken.
Het tweede album, Het is, verscheen in augustus 2013 en bevatte twaalf nieuwe songs, gespeeld en geproduceerd door grotendeels dezelfde groep muzikanten als op De koek, zij het dat co-producer Marcel Tegelaar de mix deed en Jacob van de Water tot co-producer was gepromoveerd. Pianist/toetsenist Annelie de Vries was voor het eerst present en zou uitgroeien tot een vaste waarde in De Vissers band. De drie singles Ongeveer, De bedoeling en In het echt bereikten geen hitstatus; het album zelf haalde de lijsten in Nederland en Vlaanderen wel. "De ingrediënten zijn hetzelfde gebleven: dromerige melodieën en teksten die van de hak op de tak gaan, zonder aan zeggingskracht in te boeten," aldus Muziekweb.
In januari 2016 verscheen het derde album, Nachtlicht, met opnieuw grotendeels dezelfde line-up. Nieuw in het team was De Vissers vriend Pieterjan Coppejans die als muzikant en co-producent van invloed is op de sound. De tien songs werden in vijf studio's opgenomen: twee in Utrecht en drie in Gent. Opnieuw wisten de singles (Scheef, Mee en Staan) geen potten te breken, hoewel de plaat de albumlijsten wel bereikte en met een elfde plek het hoogst genoteerde album van een Nederlandse artiest was in de jaarlijst van muziektijdschrift OOR. In de sound speelde elektronica een prominentere rol dan op Het is en ook uit de grafische vormgeving kwam naar voren dat De Visser nieuwe wegen aan het inslaan was. In 2017 verhuisde ze naar Gent, waar ze met Coppejans ging samenwonen in een woning met een inpandige studio en repetitieruimte, Robot Studios. In 2018 deed ze een solotournee waarin ze onder andere op het Nederlandse festival Lowlands optrad. De single Onder ons die ze uitbracht met de band Bazart werd in Vlaanderen een hit.

## Bitterzoet
In het voorjaar van 2019 werkte De Visser met Coppejans en opnieuw grotendeels dezelfde muzikanten aan haar nieuwe album, waarvan de single Zwarte Zon de eerste release is. In juni en zomer van dat jaar vertolkte ze met de Vlaamse band Bazart op Pinkpop de single Onder ons en deed ze ook Pukkelpop aan. Met Henny Vrienten zong ze Liedje van verlangen op diens album Tussen de regels.
In januari 2020 speelde De Visser op het Groningse popfestival Noorderslag en bracht ze haar vierde album Bitterzoet uit. 
Door het uitbreken van de COVID-19-pandemie kwam de bijbehorende concerttournee in maart tot stilstand. Voor de leden van de band, die veel tijd hadden geïnvesteerd in het repeteren van de muziek en choreografie, dreigde een financiële strop. Besloten werd om in de thuisstudio van De Visser en Coppejans een concertfilm op te nemen. De film ging op 3 juli 2020 in première met een vertoning voor beperkt publiek in een aantal Vlaamse en Nederlandse concertzalen en was tegelijkertijd als betaalde stream beschikbaar. Op 20 februari 2021 werd de film vertoond op de Nederlandse publieke tv-zender NPO 3.
Het Lowlands-festival in augustus 2020 kon vanwege de maatregelen in verband met de pandemie evenmin doorgaan. Niettemin verzorgde de band een concert voor een dertigtal toeschouwers op het gras van het lege festivalterrein in Biddinghuizen dat in het vervangende online programma werd gestreamd.
Op 23 april 2021 bracht Eefje de Visser een nieuwe single uit, Storm. Deze werd door radiozender 3FM gebombardeerd tot 3FM Megahit.
Een volgende single, Golven, werd op een bijzondere manier ten doop gehouden, namelijk bij de opening van de tweede halve finale van het Eurovisiesongfestival 2021 in Rotterdam Ahoy op 20 mei 2021. Een samen met producer Eric van Tijn gemaakte, ingekorte versie van het nummer met Engelstalige tekst werd gecombineerd met een choreografie van breakdancer Redouan Ait Chitt (Redo) en augmented reality-effecten tot een performance onder de naam Forward Unlimited. De volgende dag werd Golven in de complete Nederlandstalige versie uitgebracht.
Door het Mauritshuis in Den Haag werd De Visser uitgenodigd een nummer te komen componeren geïnspireerd op een kunstwerk naar keuze. Het schilderij Krans van vruchten rond een voorstelling met Cybele die geschenken ontvangt van personificaties van de vier jaargetijden (ca. 1620-1622) van Jan Brueghel de Oude en Hendrik van Balen, waarop de Phrygische moedergodin Cybele is geportretteerd, inspireert De Visser tot het nummer Cybele dat op 10 juni 2021 ook als single wordt uitgebracht. Dat Cybele in de oudheid ook als vruchtbaarheidsgodin werd vereerd, maakt de keuze voor dit schilderij wellicht niet geheel toevallig. Eind april heeft De Visser namelijk op haar Instagram-account bekendgemaakt dat zij en haar vriend Pieterjan Coppejans eind oktober 2021 een kind verwachten. Hierdoor moet haar tournee voor het najaar verplaatst worden naar 2022. Overigens weerhoudt de zwangerschap haar er niet van om nog tot eind augustus 2021 optredens te plannen, onder andere de uitgestelde concerten op Rock Werchter in België en Lowlands in Nederland.
Het optreden op Pinkpop 2022 in Landgraaf werd door 3voor12 uitgeroepen tot het beste optreden van het festival, mede door de bijzondere podiumpresentatie en de lichtshow van Nick Verstand. Tevens werd dit optreden als 2e beste gekozen uit alle festivaloptredens van de gehele zomer 2022.

## Heimwee
Op 16 februari 2024 bracht Eefje de Visser de single Heimwee, de eerste single van het gelijknamige album dat is verschenen in september van hetzelfde jaar. In een interview met 3voor12 omschrijft ze het onderwerp van het nummer als de 'verscheurende balans tussen intimiteit en ademruimte, het claustrofobische van geborgenheid.' 
De tweede single van het album kwam uit op 22 maart 2024, getiteld Vlammen. Via sociale media liet De Visser weten dat nog nooit eerder een nummer van haar zo vaak was beluisterd in korte tijd. 
Ter ondersteuning van het nieuwe album heeft De Visser een concerttour aangekondigd met optredens in Nederland, België, Duitsland en Zwitserland.

## Vlijmscherp
Op 10 oktober 2025 komt haar nieuwe album uit. De titel is reeds bekend gemaakt: Vlijmscherp. In augustus werd de single God Los uitgebracht. In mei  verscheen al als voorloper van het album de single Onomkeerbaar.

## Prijzen
In september 2020 gaven De Visser en haar band een concert op het Reeperbahn-Festival in de Hamburgse wijk Sankt Pauli, waar ze genomineerd waren voor een Anchor Award. Later die maand werd de Gouden Notekraker van de Nederlandse Toonkunstenaarsbond voor de beste live-prestatie aan De Visser toegekend. Haar optreden in januari was volgens vakgenoten dé sensatie van Noorderslag en de must-see van 2020. Op 29 september werd daar een 3FM Award aan toegevoegd, de Schaal van Rigter voor Oh, het meest gedraaide nummer van een Nederlandse artiest op muziekzender 3FM van de NPO.
In oktober 2020 ontving De Visser de Buma NL Award in de categorie Meest Succesvolle Album Alternatief.
De videoclip van de single "Bitterzoet", geregisseerd door Tobi Jonson, ontving in november 2020 een Red Bull Elektropedia Award. De clip was ook genomineerd voor de XITE Music Video Award die werd uitgereikt in het programma Fullscreen tijdens het Nederlands Film Festival; deze nominatie werd niet verzilverd.
Begin december 2020 hoorde De Visser binnen enkele dagen dat "Bitterzoet" bekroond werd met de 3voor12 Award én de hoogste positie had behaald in OOR's Eindlijst als het beste album van 2020. Eefje de Visser werd hiermee de eerste Nederlands(talig)e artiest ooit die deze lijst, samengesteld door zestig Nederlandse journalisten, radio-dj's en prominente popkenners, aanvoerde. 
Op 27 maart 2021 ontving De Visser in het tv-programma Matthijs gaat door twee Edisons: in de categorieën 'Alternative' (als artiest) en 'Album' (voor "Bitterzoet"). Uit het juryrapport: "De Visser liet genres versmelten en de Nederlandse taal floreren. Zo werd Bitterzoet een experimenteel en tegelijk toegankelijk album, dat een groot succes werd bij zowel het publiek als de critici."
Tijdens de uitreiking van de 3FM Awards 2021 op 15 april 2021, een van de proef-evenementen ('fieldlab-experimenten') waarbij weer publiek aanwezig mocht zijn, werd Eefje de Visser door het publiek gekozen tot 'Beste artiest'. Ook het album Bitterzoet was genomineerd in de categorie 'Beste album'.

## Discografie

### Albums
| Album met eventuele hitnotering(en) in de Nederlandse Album Top 100 | Datum van verschijnen | Datum van binnenkomst | Hoogste positie | Aantal weken | Opmerkingen |
| ------------------------------------------------------------------- | --------------------- | --------------------- | --------------- | ------------ | ----------- |
| De Koek                                                             | 07-01-2011            | 15-01-2011            | 35              | 23           |             |
| Het Is                                                              | 30-08-2013            | 07-09-2013            | 3               | 11           |             |
| Nachtlicht                                                          | 08-01-2016            | 16-01-2016            | 8               | 16           |             |
| Bitterzoet                                                          | 24-01-2020            | 01-02-2020            | 3               | 12           |             |
| Bitterzoet-Live                                                     | 01-12-2023            | 09-12-2023            | 37              | 1            |             |
| Heimwee                                                             | 13-09-2024            | 21-09-2024            | 4               | 4            |             |

| Album met hitnotering(en) in de Vlaamse Ultratop 200 albums | Datum van verschijnen | Datum van binnenkomst | Hoogste positie | Aantal weken | Opmerkingen |
| ----------------------------------------------------------- | --------------------- | --------------------- | --------------- | ------------ | ----------- |
| Het Is                                                      | 30-08-2013            | 14-09-2013            | 67              | 20           |             |
| Nachtlicht                                                  | 08-01-2016            | 16-01-2016            | 13              | 42           |             |
| Bitterzoet                                                  | 24-01-2020            | 01-02-2020            | 1(1wk)          | 87           |             |
| Bitterzoet-Live                                             | 01-12-2023            | 09-12-2023            | 53              | 1            |             |
| Heimwee                                                     | 13-09-2024            | 21-09-2024            | 1(1wk)          | 20           |             |

### Singles
| Single met hitnotering(en) in de Vlaamse Ultratop 50 | Datum van verschijnen | Datum van binnenkomst | Hoogste positie | Aantal weken | Opmerkingen             |
| ---------------------------------------------------- | --------------------- | --------------------- | --------------- | ------------ | ----------------------- |
| De stad                                              | 2011                  | 03-12-2011            | tip92           | -            |                         |
| Ongeveer                                             | 23-09-2013            | 04-01-2014            | tip69           | -            |                         |
| De bedoeling                                         | 20-01-2014            | 15-02-2014            | tip88           | -            |                         |
| In het echt                                          | 2014                  | 12-04-2014            | tip80           | -            |                         |
| Scheef                                               | 04-01-2016            | 16-01-2016            | tip             | -            |                         |
| Mee                                                  | 2016                  | 30-01-2016            | tip             | -            |                         |
| Staan                                                | 16-04-2016            | 04-06-2016            | tip             | -            |                         |
| Onder ons                                            | 30-11-2018            | 15-12-2018            | 17              | 15           | met Bazart              |
| Zwarte zon                                           | 14-06-2019            | 22-06-2019            | tip22           | -            | Nr. 1 in de Vox Top 30  |
| Bitterzoet                                           | 18-10-2019            | 26-10-2019            | tip22           | -            | Nr. 1 in de Vox Top 30  |
| Oh                                                   | 10-01-2020            | 18-01-2020            | tip11           | -            | Nr. 1 in de Vox Top 30. |
| Stilstand                                            | 20-03-2020            | 28-03-2020            | tip38           | -            |                         |
| De parade                                            | 25-09-2020            | 03-10-2020            | tip13           | -            |                         |
| Storm                                                | 23-04-2021            | 01-05-2021            | tip5            | -            |                         |

| Single met eventuele hitnotering(en) in de Nederlandse Top 40 | Datum van verschijnen | Datum van binnenkomst | Hoogste positie | Aantal weken | Opmerkingen                                                     |
| ------------------------------------------------------------- | --------------------- | --------------------- | --------------- | ------------ | --------------------------------------------------------------- |
| Oh                                                            | -                     | -                     | -               | -            | Nr. 23 in de Mega Top 30 Bekroond met de Schaal van Rigter 2020 |
| Storm                                                         | 23-04-2021            | -                     | -               | -            |                                                                 |
| Golven                                                        | 21-05-2021            | -                     | -               | -            |                                                                 |
| Cybele                                                        | 10-06-2021            | -                     | -               | -            |                                                                 |